# 14597 Waynerichie
14597 Waynerichie eller 1998 SV57 är en asteroid i huvudbältet som upptäcktes den 17 september 1998 av LONEOS vid Anderson Mesa Station. Den är uppkallad efter R. Wayne Richie.
Asteroiden har en diameter på ungefär 2 kilometer